# Souamaa
Souamaa (em árabe: الصوامع) é uma cidade e comuna localizada na província de M'Sila, Argélia. Segundo o censo de 2008, a população total da cidade era de 7 189 habitantes.